# Parc de la Villette
Situat al  19è districte de París (França), el parc de La Villette és el major parc de la capital francesa (55 hectàrees). La realització arquitectural del parc va ser confiada el 1982 a Bernard Tschumi. La particularitat essencial del parc és de no trencar la perspectiva del nord al sud. Un passeig cinemàtic fa aparèixer jardins com a àrees de jocs, teatres on la natura és posada en escena. El parc és fortament puntuat per una trama sistemàtica d'edificis vermells anomenats «Folies». Travessa el parc el canal de l'Ourcq. Dues passarel·les de vianants salven el canal i uneixen el nord i el sud. Una «galeria» rectilínia coberta d'una teulada en forma d'ona fa la unió entre el nord i el sud.
Una programació cultural variada ofereix al llarg de l'any nombroses ocasions de diversió: exposicions, teatre, concerts, circ, cinema a l'aire lliure...

## Dins el Parc de la Villette

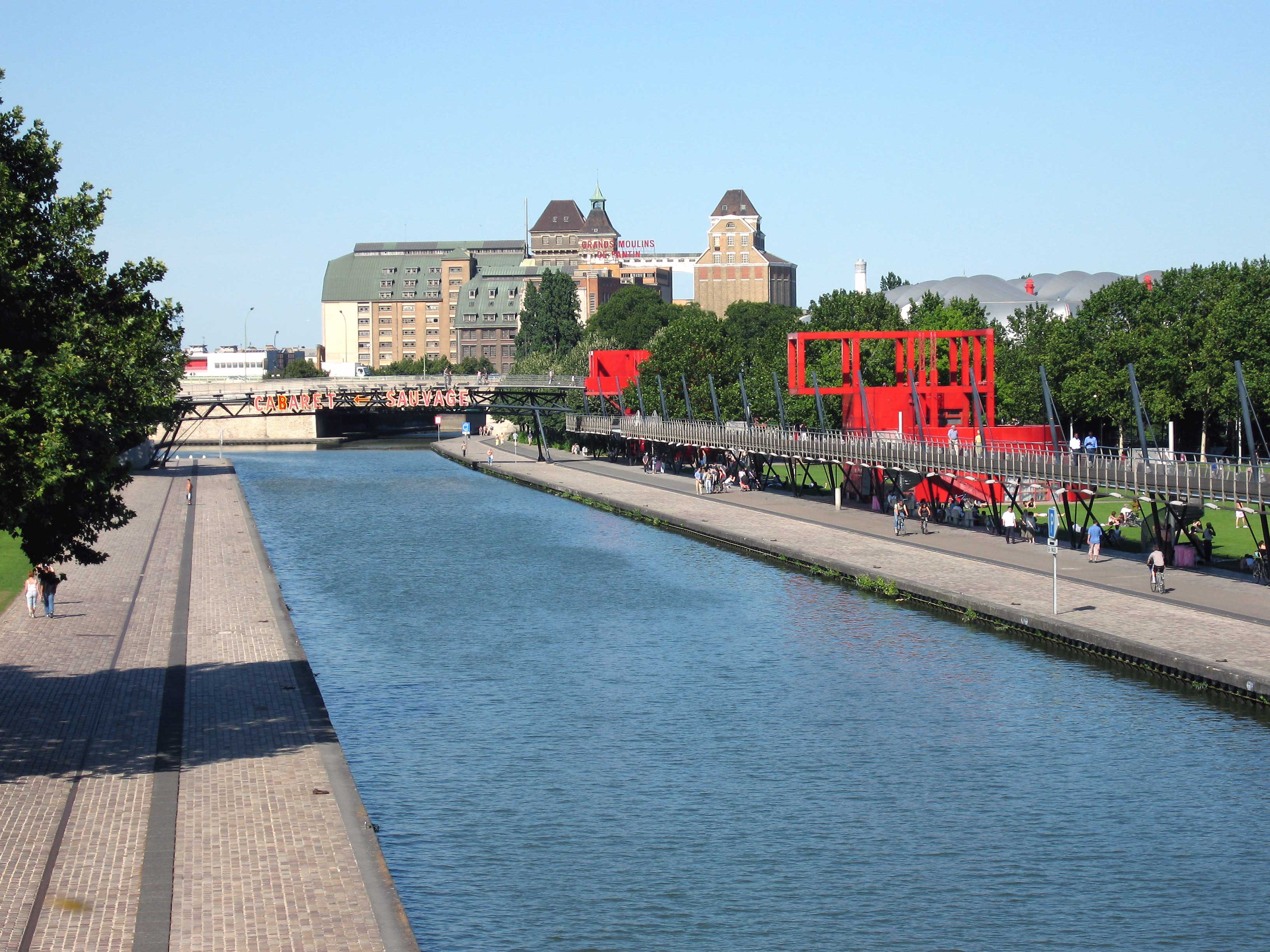
El canal de l'Ourcq, al fons els molins de Pantin i a la dreta la teulada inflable del Zénith

- La Cité des sciences et de l'industrie.
- La Géode.
- La Cité de la musique.
- El Conservatoire de Paris.
- El pavelló Paul Delouvrier.
- El Zénith (París).
- El Gran mercat de La Villette, amb una llibreria permanent.
- Els jardins per temes:

jardí dels bambús, jardí dels esglais infantils, jardí de la parra, jardí dels equilibris, jardí de les illes, jardí dels miralls, jardí de les dunes, jardí de les acrobàcies, jardí del drac, jardí dels vents.
- El cinaxe
- Un submarí: l'Argonaute
- El Cabaret Sauvage
- El théâtre Paris-Villette
- El Tarmac de la Villette
- La Maison de la Villette
- Un centre eqüestre
- Un espace d'envelats
- Un quiosc de música
- Ensinistraments

Aquest parc està connectat al dels Buttes-Chaumont per l'avinguda Darius Milhaud, i una nau fluvial permet d'arribar a la plaça de Stalingrad.